# Los Palacios (Weinbaugebiet)
Los Palacios ist ein Weinbaugebiet östlich der andalusischen Hauptstadt Sevilla. Im europäischen System der Herkunftsbezeichnungen hat es den Status einer geschützten geografischen Angabe (kurz g.g.A.; spanisch Indicación Geográfica Protegida, kurz IGP), was im traditionellen spanischen System einem Landwein (spanisch Vino de la Tierra, kurz VdlT) entspricht.

## Geschichte
Das Weinbaugebiet wurde 2004 als geschützte geografische Angabe eingerichtet. In der neuesten verfügbaren Statistik des spanischen Landwirtschaftsministeriums von der Saison 2021/2022 gibt es keine Aktivität bzw. Produktion im Weinbaugebiet (Stand Mai 2024).

## Weine
Es darf nur Weißwein aus den Sorten Airén, Chardonnay, Colombard und Sauvignon Blanc produziert werden. Es gibt Weine des Jahres (spanisch Vino del Año) und zwei- oder mehrjährige Weine (spanisch Vino de dos o más años), welche gereifte Weine darstellen.

## Region
Das Weinbaugebiet erstreckt sich über Teile der Gemeinden Los Palacios y Villafranca, Utrera, Dos Hermanas und Alcalá de Guadaira.